# Харфа
Харфа, педална харфа или велика харфа је највећи и најсложенији савремени музички инструмент са жицама које се трзају. Жице су разапете вертикално у великом тространом оквиру, који чине усправан стуб на постољу, укосо постављен широки резонатор и на горњој страни карактеристично извијен „врат“ инструмента. У постољу се налази седам педала, који преко полуга у стубу дејствују на механизам покретних точкића на врату и прештимавају жице, скраћујући или продужавајући њихову дужину. Са својих 46 до 48 жица, харфа захвата (после оргуља и клавира највећи) тонски распон од шест и по октава. Жице се трзају прстима обе руке, док се резонатор наслања надесно раме свирача, а обе ноге управљају педалама. Зарад лакшег сналажења међу великим бројем жица, свака C-жица (Do) је црвене, а свака F-жица (Ef) је плаве или црне боје.
Звук харфе је богат и племенит, али невелике снаге и продорности, тако да долази до изражаја најбоље у солистичком извођењу или соло-епизодама у оркестру. Једино глисандо, који је могућ брзим превлачењем преко већег броја жица, често и обема рукама, може да се пробије и кроз гушћи звук оркестра. Захваљујући доста дугом одзвуку жица (претежно дужих), харфа је изузетно погодна као акордски инструмент, нарочито за извођење арпеђата који су и добили име по овом инструменту. Следствено, она се често може срести као пратња неком мелодијском инструменту или гласу.
Данашња харфа је производ дугог историјског развоја. Њени најстарији преци, у виду лука са затегнутим жицама, су међу најстаријим музичким инструментима уопште. Античке културе у разним деловима света познају бројне инструменте харфног типа, а и у средњем веку они су врло омиљени и распрострањени, нарочито као пратња певању. У 18. веку је укус рококоа утицао на спољни изглед харфе, који је и данас често китњаст по угледу на старе градитеље, а у то време, упркос још знатним техничким ограниченостима, настају већ и солистичке и концертантне композиције намењене овом инструменту. Ипак је тек у 19. веку, усавршавањем педалног механизма, харфа дошла до изражаја, а таква се и до данас одржала без већих измена.
Харфа располаже са седам ножних педала, помоћу којих се сваки тон у свакој од октава мења за пола тона наниже (горња позиција педале) или пола тона навише (доња позиција педале):
Иако су, осим ових, могући и међуположаји, они се не користе у оркестарској пракси јер су интонативно несигурни. Из приложеног се дâ закључити да је на харфи немогуће одсвирати тон који је двоструко снижен (♭) или двоструко повишен (x), већ се овакви тонови морају записивати као његов енхармонски тон (нпр: уместо fisis1 треба писати g1). Међутим, најдубља жица на харфи (Ces1) није обухваћена механизмом за промену висине, већ се мора по потреби затезати посебним кључем за штимовање. Код неких старијих типова харфе, овим механизмом нису обухваћене још две жице, друга најдубља Des1 и највиша ges4. Промена положаја педале, а поготово више њих захтева одређено, иако кратко време, те се стога код компоновања обраћа пажња да до њих не долази често и, посебно битно, да не буду многобројне и брзе. Ове промене се у нотама означавају унапред, да би било времена да се педалама промене положаји. Ово се означава на неколико начина који су овде дати, а односе се на исти пример постављања педала:
Да ли ће се тонови означавати са повисилицама и снизилицама, или са пуним именима таквих тонова, је потпуно свеједно.
Исти пример као претходни, само су у овом случају тонови распоређени тако да горњи ред означава педале десне ноге, а доњи педале леве ноге.
Графички систем обележавања, који означава распоред педала према извођачу. Водоравна црта представља средњи (разрешени) положај педале, изнад се записује подигнута педала (снижени тон), а испод спуштена педала (повишени тон). Ознаке педала лево од вертикалне црте су педале леве ноге, а десно од ње педале десне ноге. Мнои харфисти се служе само овим системом обележавања, јер је најједноставнији и директно показује положај педале.
У оркестру се углавном налази једна харфа, мада у оркестрима троструког или четвороструког састава постоје најчешће две. Ређи су примери коришћења већег броја харфи, мада их Арнолд Шенберг (Arnold Schönberg) у Песмама гукања (Gurrelieder) тражи четири, а Рихард Вагнер (Richard Wagner) у Сумраку богова (Götterdämerung) и Микис Теодоракис (Μίκης Θεοδωράκης) у Грку Зорби (Αλέξις Ζορμπάς) чак шест.

## Грађа инструмента
Харфу чини тространи оквир са низом жица, разапетих у усправној равни. Постоље харфе, назива се и педалијера, јер су у степенастим прорезима смештени педали који служе за прештимавање жица. На постољу стоји стуб, кроз чију унутрашњост пролазе полуге које повезују педале са горњим делом механизма за штимовање. На супротној страни од стуба налази се коси крак оквира који се назива резонатор. Жице су уздужно постављене, а њихов горњи крај везује се за металне чивије, ушрафљене у дрвен врат, који чини горњу, извијену страну оквира. За разлику од клавира, харфу штимује сам озвођач пре свирања, посебним кључем на чивијама.Жице се праве најчешће од црева, или у новије време од најлона, оне слабије те се морају чешће штимовати. У мосту, који повезује резонатор и стуб, налазе се покретни котурићи са по два мала клина: свака жица пролази између клинова двају котурића и када се, притиском на педал, котурић заокрене, његови клинови притисну жицу, скрате њену звучећу дужину и повисе јој тон.
Харфа има 46-48 жица, а како би се извођач снашао међу овим бројним жицама, све C-жице су обојене црвеном бојом, а све F-жице плавом. Једанаест жица најдубљег регистра (бас-жице) обмотане сз металном нити. Сваки од седам педала у постољу делује на истоимене жице у свим октавама и једновремено их, покретањем котурића, прештимава. Педале имају три нивоа, поређани на средњем нивоу означавају C-dur. Уколико их од средњег нивоа рапомеримо за ниво навише, добићемо снижене тонове, а у супротном, померивши их за ниво наниже добијамо повишене тонове. Педали, по реду поређани гласе: D,C,H,E,F,G,A.

## Врсте харфи
Постоји неколико врста харфи, али се у класичној музици данас користе педална и келтска харфа.

### Педална харфа
Педална харфа, позната и као велика харфа је највећа међу харфама, а уједно највећи и најсложенији савремени музички инструмент са жицама које се трзају (горе описана). Има 46-48 жица и 7 педала којима се управља ногама. Са својих 46 до 48 жица, харфа захвата (после оргуља и
клавира) највећи тонски распон од шест и по октава.
Данас је већина харфи са педалом дизајнирана на исти начин, иако се одређени елементи, укључујући боју, материјале и распон жица, очигледно разликују. Ипак, примарна ствар која их повезује је механизам педала у коме се мењају њихови кључеви. Постоје две врсте механизама педала - једноструког и двоструког дејства. Док први омогућава да се свака жица свира на само две позиције, други нуди већу флексибилност са сваком жицом која се свира на три позиције. Харфа са великим педалама, која се често користи на концертима, обично долази са опсегом од 47 жица, које покривају више од шест октава. Знатно је већа и тежа чак и од великих харфи са полугом, које обично имају 34 или 38 жица.

### Келтска харфа
Келтска харфа је мања од педалне, висине од 80 до 140 центиметара. Зависно од модела има између 22 и 38 жица. Тежине је од 5,5 до 15 килограма. Називи келтска харфа, харфа с полугом, народна харфа или готска харфа су имена која се често користе наизменично, иако могу имати мале разлике. На пример, готске харфе имају тању звучну плочу и много су уже у поређењу са келтским харфама које су обично ниже главе и округлије. Термин народна харфа се често користи за описивање било које харфе без педала, посебно ако је пореклом из одређене културе.

### Жичана харфа
Жичана харфа се такође назива и галска харфа и има прилично робусну конструкцију. Техника која се користи у жичаним харфама је прилично јединствена. Захтева сложен систем пригушивања одређених жица, док се другима дозвољава да звоне. Већина харфиста на жичаним харфама за свирање користи своје нокте, али се могу користити и јастучићи за прсте. Са својим карактеристичним звуком попут звона, жичане харфе су посебно погодне за келтску музику.

### Харфа са укрштеним струнама
Ове харфе имају два реда жица распоређених под угловима који им омогућавају да прелазе једна преко друге. Ова потпуно хроматска харфа има један ред жица које носе природне ноте и други ред који носи равне и оштре ноте.

## Извођачка техника
Харфа је, за разлику од свих осталих инструмената, који су на овај, или онај начин оспособљени за извођење хроматике, због описаног система штимовања, дијатонски инструмент. Пошто све жице истовремено мењају тонску висину, не могу се одједном добити хроматске варијанте истога тона, па ни њихово узастопно извођење, уз прештимавање, обично не делује добро јер се жица прештимава још док траје одзвук, а то се најчешће чује. Делимично, за два-три узастопна полустепена, хроматику може да замени енхармонија, нпр. уместо b-h-c-cis изводи се ais-h-c-des.
Карактеристичан начин извођења на харфи јесте глисандо - брзо превлачење руке преко свих, или већег броја жица. Харфа се свира са по четири прста обе руке (мали прст обе руке се не користи). Пошто је резонатор ослоњен о десно раме и колени свирача, десна рука има краћи захват и намењује јој се виши регистар, док лева захвата, по потреби, цео распон инструмента. Акорди изводе се на харфи редовно у кратком, брзом разлагању- арпеђату (термин "арпеђо" је и настао због типичности оваквог свирања на харфи - итал. игра). Ово се подразумева, па ако се у нотацији стави и вијугава линија, као уобичајена ознака за арпеђо, то за харфу значи изразитије, спорије разлагање; напротив, ако желимо да акорд акорд буде одсвиран сасвим симултано, то се назначује средњом заградом дуж акорд, или изричито: non arpeggiato. Нарочито лепим, поетичним, али и врло тихим звуком одликују се флажолети харфе. Користе се октавни (други аликвот), као још најзвучнији, с тим што се и додир- на половини дужине жице- и трзај врше истом руком. Употребљиви распон оваквих тонова је (звучно) од g до е3, нотирају се за октаву ниже од жељеног звука, уз кружић изнад ноте.
У новијој примени харфе наилази се на још низ посебних извођачких поступака:
- пригушени, стакато-тонови, који се изводе тако што се свака жица одмах после трзаја заустави у треперењу
- свирање непосредно уз резонатор, који даје оштрији звук, сличан чембалу или гитари
- трзање жица ноктима, уместо јагодицама прстију, такође са оштријим, помало металним звуком
- ударање шаком по гласњачи резонатора, са звуком сличним тимпану

Музика за харфу нотира се (као и клавирска) на два линијска система: горњи се односи на десну руку и носи виолински кључ, доњи на леву, претежно са бас-кључем.

## Историја
Најраније харфе и лире су нађене у Сумеру, 3500 п. н. е, и неколико харфи је пронађено у гробним јамама и краљевским гробницама у Уру. Неки од најстарији приказа харфе на египатским споменицима и примерци нађени у гробницама указују на велику старост овог типа инструмента, као и на његово порекло од лука са напетом тетивом. Харфни инструменти постоје у свим старим културама: осим Египћана (лучна харфа) и Асираца (угласта), они се налазе и код Јевреја (кинор, небел) и Грка (тригонон- први тип са потпуним, тространим оквиром, који омогућује боље затезање жица). У средњовековној Европи наставља се превасходно пратећа улога харфе (нарочито је омиљена ирска харфа) у пракси трубадура и минезенгера. Од 14. века привремено потиснута од лауте, харфа постаје поново популарна у доба рококоа, када добија и изразито декоративан изглед, који је до данас сачувала. Током 16. и 17. века, чине се бројни покушаји да се она хроматизује, како би одговарала сложенијим захтевима музичке праксе. Тек крајем 19. века дошло се до успешног решења (Плејелова хроматска харфа), али оно није шире прихваћено. Париски градитељ Ерар први поставља систем педала са двоструким ходом, па тиме и основу савремене харфе.
Као солистички инструмент харфа се више користи тек од 18. века, када настају и најпознатији концерти за њу: Хендлов и Моцартов(дупли- за харфу и флауту). У то време харфа је делимично укључена у оперски оркестар, али у симфонијски састав улази тек са романтизмом. Врхунац истакнуте улоге и мајсторске примене харфе је у музици импресиониста, пре свега оркестарској, али и камерној.
Како звучи музика на харфи:
"Токата и фуга у d-mollu", Јохан Себастијан Бах
"Хендлов концерт", Георг Фридрих Хендл
"Тужна Маргарита за праљком" Дејвид Воткинс

## Музички примери
деоница харфе из уводне музике Лучијине арије „Regnava nel silenzio“ⓘ